# Crambe aspera
Crambe aspera är en korsblommig växtart som beskrevs av Friedrich August Marschall von Bieberstein. Crambe aspera ingår i släktet krambar, och familjen korsblommiga växter. Inga underarter finns listade i Catalogue of Life.